# Иля Шапшал
Иля Фьодорович Шапшал (на руски: Илья Фёдорович Шапшал) е руски медик анатом и университетски преподавател, професор. Автор е на първия български учебник по анатомия на човека.

## Биография
Роден е на 7 февруари 1878 г. в Санкт Петербург. През 1897 г. завършва гимназия в родния си град. Учи във Физикоматематическия факултет на Санктпетербургския университет. В 1899 и 1902 г. е изключван от университета заради участие в бунтове. От 1903 до 1908 г. учи в медицинския факултет на Новоруския университет в Одеса. Завършва естествени науки и медицина. През май 1917 г. защитава докторска дисертация на тема «К вопросу о венах основания черепа вместе с некоторыми ближайшими к ним сосудами». През септември 1917 г. е избран за доцент в Новоруския университет в Одеса. От 1921 до 1923 г. е извънреден професор по анатомия в Белградския университет. От 1923 г. живее в България. На 1 ноември 1923 г. е избран за ръководител на катедрата по анатомия в Софийския университет. На тази длъжност остава до 1 ноември 1933 г. От 1934 г. е лекар в село Раждавица, област Кюстендил, а след това е лекар на частна практика в София. От 1938 г. е член на Съюза на руските лекари.
Умира на 12 май 1949 г. в София. Погребан е в Централни софийски гробища.